# Protorthemis intermedia
Protorthemis intermedia – gatunek ważki z rodziny ważkowatych (Libellulidae).